# Vnoukovo
Vnoukovo (en russe : Муниципальный округ Внуково) — aussi appelé raion de Vnoukovo (Внуково район — est un district municipal de Moscou situé dans le district administratif ouest de la ville. Il abrite notamment l'aéroport de Vnoukovo.
Il se compose de deux enclaves, et est situé au sud-ouest de l’autoroute périphérique MKAD : le village de Vnoukovo, qui comprend l'aéroport du même nom, et le village de Tolstopaltsevo (Толстопальцево).
Le territoire de Vnoukovo a été intégré à Moscou en 1950, tandis que Tolstopaltsevo l’a été en 1984. Les limites de l'oblast de Moscou ont été redéfinies en juin 2011 avec la vente de terrains à ce dernier d'un total de 216 hectares.

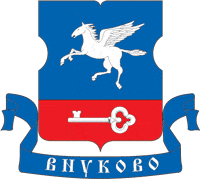
Armes du district
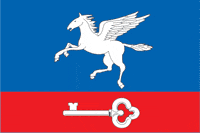
Drapeau du district